# Ambrosia Anderson
Ambrosia Anderson (Colorado Springs, 14 marzo 1984) è una cestista statunitense, professionista nella WNBA.

## Carriera
È stata selezionata dalle Detroit Shock al secondo giro del Draft WNBA 2006 (17ª scelta assoluta).